# Cwmbrân Town Association Football Club
El Cwmbrân Town Association Football Club es un club de fútbol de Gales, con sede en Cwmbran. Fue fundado en 1951 y compite en la Liga del Condado de Gwent, cuarta categoría del fútbol galés.

## Historia
Fue fundado en el año 1951 en la ciudad de Cwmbran, y es conocido por ser uno de los miembros fundadores de la Premier League de Gales y, sobre todo, por ser el primer campeón de la nueva liga.
Para la temporada 2006/07, el equipo comenzó a tener problemas financieros a pesar de sus buenas actuaciones en el terreno de juego, para noviembre del 2006 no se les había pagado el sueldo a los jugadores, provocando la salida de ellos por el no pago de salarios. Comenzó la caída en el nivel deportivo, donde en la temporada 2007/08 bajaron a la División II y así hasta terminar en la Liga en la que está actualmente.
Ha sido campeón de Liga Premier en 1 ocasión y 3 veces finalista del torneo de Copa.
A nivel internacional ha participado en 6 torneos continentales, donde nunca ha podido superar a la Primera Ronda.

## Palmarés

### Torneos nacionales
- Liga de Gales (1): 1992-93
- Tercera División de Gales (1): 1967-68
- Copa de la Liga de Fútbol de Gales (1): 1990-91

## Participación en competiciones de la UEFA
- Liga de Campeones de la UEFA: 1 aparición

1994 - Ronda Preliminar
- Copa UEFA: 3 apariciones

2000 - Ronda Preliminar
2002 - Ronda Preliminar
2004 - Ronda Preliminar
- Recopa de Europa de Fútbol: 1 aparición

1998 - Ronda Preliminar
- Copa Intertoto: 1 aparición

2001 - Primera Ronda

### Resultados
| Temporada | Torneo                       | Ronda      | Rival              | Casa | Visita | Global |
| --------- | ---------------------------- | ---------- | ------------------ | ---- | ------ | ------ |
| 1993/94   | Liga de Campeones de la UEFA | Preliminar | Cork City          | 3-2  | 1-2    | 4-4    |
| 1997/98   | Recopa de Europa de Fútbol   | Preliminar | National Bucuresti | 2-5  | 0-7    | 2-12   |
| 1999/2000 | Copa UEFA                    | Preliminar | Celtic FC          | 0-6  | 0-4    | 0-10   |
| 2000/01   | Copa Intertoto               | 1R         | Nistru Otaci       | 0-1  | 0-1    | 0-2    |
| 2001/02   | Copa UEFA                    | Preliminar | Slovan Bratislava  | 0-4  | 0-1    | 0-5    |
| 2003/04   | Copa UEFA                    | Preliminar | Maccabi Haifa      | 0-3  | 0-3    | 0-6    |